# 太田一平 (プロデューサー)
太田 一平（おおた いっぺい、1971年 - ）は、フジテレビ編成制作局バラエティー制作センター企画担当部長。
長崎県出身。早稲田大学を卒業後、1995年にフジテレビに入社。
営業局を経てバラエティ制作へ異動。『ミュージックフェア』やTOKIO、V6の番組を担当した後、2003年より『とんねるずのみなさんのおかげでした』を長く担当した。2018年4月30日付で現職。
2019年4月より担当番組を清水泰貴、宮崎鉄平、塩谷亮チーフプロデューサーに引き継ぎ、自身は制作統括として引き続き携わる。

## 担当番組
太字は現在の担当番組。
- メントレG（ディレクター）
- 深夜戦隊ガリンペロ（ディレクター）
- SDM発!（演出）
- 東京風〜TOKYO WINDS〜（プロデューサー）
- とんねるず×さまぁ〜ずの一文無しジャーニー2×2（企画・プロデューサー）
- とんねるずのみなさんのおかげでした（ディレクター → 演出 → プロデューサー）
- いただきハイジャンプ（チーフプロデューサー → 制作統括）
- KinKi Kidsのブンブブーン（チーフプロデューサー → 制作統括）
- 関ジャニ∞クロニクル（チーフプロデューサー → 制作統括）
- アオハル (青春) TV（制作統括、特番時は黒木彰一CPと共同）
- TOKIOカケル（制作統括）
- ザ・細かすぎて伝わらないモノマネ（チーフプロデューサー → 制作統括）
- FNSうたの夏まつり→FNS歌謡祭 夏（制作）
- FNS歌謡祭（制作）
- ジャニーズカウントダウンライブ（制作）
- オダイバ!!超次元音楽祭（制作統括）
- VS魂→VS魂グラデーション（制作統括）
- FNSラフ&ミュージック〜歌と笑いの祭典〜（ゼネラルプロデューサー）
- ミュージックフェア（制作）
- オールナイトフジコ（企画統括）
- FNS27時間テレビ 鬼笑い祭（制作）
- 憲武 フミヤ ヒロミの仲間!スターん家（制作統括）
- 週刊ナイナイミュージック（制作）
- トキタビ（制作統括）